# Пейчо Пеев
Пейчо Чонов Пеев е български шахматист и треньор, международен майстор от 1973 г.
През 1968 г. е шампион на България по шахмат. Участва на две шахматни олимпиади, където изиграва 17 партии (8 победи, 6 равенства и 3 загуби)
Треньор е в детско-юношеската школа на ШК Локомотив (Пловдив).

## Участия на шахматни олимпиади
| Година | Организатор | Отбор    | Класиране (отборно) | Дъска         |
| 1968   | Лугано      | България | 3                   | Втора резерва |
| 1972   | Скопие      | България | 6                   | Първа резерва |

## Участия на европейски първенства
| Година | Организатор | Отбор    | Класиране (отборно) | Дъска  |
| 1970   | Капфенберг  | България | 6                   | Девета |
| 1977   | Москва      | България | 5                   | Седма  |

## Участия на световни студентски първенства
| Година | Организатор | Отбор    | Класиране (отборно) | Дъска         |
| 1956   | Упсала      | България | 4                   | Първа резерва |